# Le Matériel téléphonique
Le Matériel téléphonique plus couramment appelé LMT était une société spécialisée dans les centraux téléphoniques, filiale de la holding américaine ITT et absorbée par la société française Thomson-CSF en 1976.

## Historique
Créée en 1889 par G. Aboilard pour exploiter les brevets de AT&T, la société est acquise en 1925 par ITTet dirigée par Maurice Deloraine jusqu'en 1948. Elle produit entre autres l'un des premiers radars français, les moyens de détection électromagnétique, installé sur le cuirassé Jean-Bart en septembre 1942 à Casablanca, puis le croiseur lourd Colbert à Toulon.
Au moment de l'absorption par Thomson-CSF, les effectifs de la société étaient de 10 000 personnes.
Les plans sociaux touchèrent gravement le personnel des installations téléphoniques (appelés communément "les Installs") dès 1978, la fin des systèmes électromécaniques de « type Crossbarr Pentaconta » étant programmée au profit de centraux électroniques, avec de lourdes diminutions d'effectifs, mais des possibilités de formations longues et de reclassement au sein de la Thomson (La 
Compagnie Générale de Radiologie (d) qui installait les premiers scanners par exemple), et depuis 1978 les plans sociaux se sont succédé sans interruption en téléphonie, particulièrement dans le domaine de la téléphonie publique, à savoir la construction de centraux téléphoniques...
Outre la « division téléphonie », LMT possédait une « division simulateurs », qui a réalisé le premier simulateur de vol de Concorde...
En 1986, la société Thomson-CSF-Téléphone, issue de LMT sera à son tour rachetée par Alcatel-Cit, devenue bien plus tard Alcatel-Lucent après différentes appellations.
La société (331-604-710) est radiée du registre du commerce et des sociétés le 23 décembre 2009.